# Шевелёво (Новгородская область)
Шевелёво — деревня в Новгородском районе Новгородской области, входит в состав Савинского сельского поселения.
Расположена на правом берегу реки Волхов в 35 км севернее административного центра сельского поселения — деревни Савино. Ближайшие населённые пункты: деревни Вылеги, Змейско, Ямно и Плотишно (обе на противоположном берегу).
Во время Великой Отечественной войны осенью 1941 года немецкие войска форсировали Волхов в районе деревень Порожки, Дубовицы и Шевелёво и, продвинувшись на восток, захватили Малую Вишеру.